# 白鳥異伝
『白鳥異伝』（はくちょういでん）は、荻原規子によるファンタジー小説。ヤマトタケル伝説をモチーフにしており、『空色勾玉』・『薄紅天女』と合わせ勾玉三部作または勾玉シリーズと称され、その第2作とされる。

## あらすじ
巫女である橘一族の分家の姫・遠子（とおこ）と拾われ子・小倶那（おぐな）は、三野の地で双子のように育った。しかし2人が子供から大人へ変わる時期――2人の別れの時期は、徐々に近づいていた。
ある日、2人は小倶那にそっくりな青年と出会う。彼の正体は日継の皇子・大碓（おおうす）。不死を求める大王（おおきみ）の命で、橘に代々伝わる勾玉と本家の姫巫女・明（あかる）姫を迎えに来たのだ。出逢った瞬間から惹かれあう大碓と明姫だったが、大王の命には逆らえず、明姫は大王へ嫁ぐことになる。同時に小倶那もまほろばの都へ上り、大碓の部下として様々なことを学び始める。
それから3年、少年から青年へと成長した小倶那は、偶然、下女となった明姫と再会する。勾玉の力を失った明姫は、罰を受けていたのだ。愛する姫の不遇を知った大碓は、小倶那を囮にして明姫や部下たちと三野へ逃れ、大王への反旗を翻す。しかし追討軍を率いるのは、小碓（おうす）こと自らの出生を知った皇子・小倶那だった。その手には、破壊の神力を象徴する大蛇（おろち）の剣があった。裏切り者として大碓に殺されそうになった小倶那は、身を護ろうとした剣の力で大碓を故郷の三野ごと滅ぼしてしまう。
かろうじて生き残った遠子は、愛する小倶那を殺すため、大蛇の剣に対抗できる橘の四つの勾玉を求めて、旅を始める……

## 主な登場人物
小倶那（おぐな）/小碓（おうす）
主人公。生まれてすぐに捨てられたところを、三野の上つ里長の家に拾われて育った。口数が少なく争いごとを好まない大人しい性格で、端正で目立つ容貌など様々な要因からいじめられていた。いずれ離れ離れとなる遠子を安心させられる強さを求めて、大碓を手本とすべく、大碓の御影人（＝影武者）になることを承知する。
利発で我慢強く無欲だが、自らの出生を知り大蛇の剣の使い手「剣の皇子（つるぎのみこ）」となった後は、無欲で執着を持たないがゆえに、剣の力に振り回されることになる。
遠子（とおこ）
ヒロインにしてもう一人の主人公。橘の分家である三野の上つ里長の娘で、気が強く男勝りのじゃじゃ馬姫。くよくよ考えない行動派だが、巫女の血筋のためか直感に優れる面がある。
小倶那とは強い心の絆で結ばれているが、当人たちはそれを、呼吸をするのと同じくらい当然と思っていた。しかし大蛇の剣が二人の絆を阻むようになり、小倶那を殺すことで剣の力を取り除き、二人の絆を取り戻そうと奔走する。
大碓（おおうす）
日継の皇子（＝皇太子）で、父王の命で各地に派遣されている。皇子らしからぬ気さくで悪戯っぽい青年。率直でおおまかで行動的で気性が激しく、味方には優しく温和だが敵に対しては冷酷非情。
不死を願う父王に密かな不満と排除される危惧を抱いていたが、明姫に対する父王の仕打ちを知り、父王に反旗を翻す。
七掬（ななつか）
大碓の部下で元山賊。粗野で無骨だが、情が深く義をわきまえた人物。命の恩人である大碓に忠誠を誓い、御影人となった小倶那を弟子として大切にする。小倶那が心を許す数少ない一人。
明（あかる）姫
三野の橘の本家の姫で遠子の従姉。三野で一番の美女と評される、穏やかで控えめながらも芯の強い健気な女性。誰からも一目置かれる存在で、将来は三野の巫女を率いるだろうと思われていた。
大王の血筋が持つ破壊の神力を勾玉の力で抑えるため、三野の明（あか）の勾玉を受け継ぎ、大王へ嫁ぐこととなる。
象子（きさこ）
明姫の妹で遠子の同い年の従姉妹。遠子とは犬猿の仲。プライドの高い美女で、世間知らずで口先ばかりのお嬢様。優秀だが控えめな姉と比べられることにコンプレックスを抱いている。
豊青（とよあお）姫
伊津母の国造の妹で、病弱で盲目の巫女。しかし橘の血は受け継いでいない。
菅流（すがる）
伊津母の橘の一族で、嬰（みどり）の勾玉を受け継ぐ青年。玉造り師（勾玉職人）見習いだが、仕事そっちのけでナンパに励むプレイボーイ。軽薄そうだが芯はしっかりしている。勾玉の力を操れるため、遠子の旅に同行することになる。
岩姫
日牟加の橘の巫女で、生（き）の勾玉を受け継ぐ。『空色勾玉』に登場した老巫女・岩姫の生まれ変わり。
加解（かげ）姫
名の忘られた国の橘の血筋で、暗（くろ）の勾玉を預かった蛇神を祀る一族の姫。
武彦
皇子となった小倶那の忠実な部下。「剣の皇子」ではない、小倶那の人柄に惚れ込んでいる。
大王（おおきみ）
時の天皇で大碓の父。不老不死の力を求め、橘の一族が持つ勾玉を求める。皇子として有能な大碓や小倶那を疎み、自分の地位を守るため大碓や小倶那を各地に派遣する。
支配者として誰からも恐れられる中、彼を恐れない百襲姫と遠子に心惹かれる。
百襲（ももそ）姫
大王の妹で小倶那の母。大王の一族に代々伝わる大蛇の剣を奉る巫女。生涯処女であるべき巫女ながら密通し、小倶那を産んだが、わずか数日で生き別れる。十六年ぶりに再会した小倶那を溺愛し、亡霊となってもなお小倶那を護ろうとする。
宿禰（すくね）
大王に忠実な青年で、大碓や小倶那の補佐兼監視役。大王の命令で、大碓や小倶那の命を狙う。

## 『空色勾玉』との関連
本作において『空色勾玉』の物語は、遠い過去の神話伝説とされており、一部のエピソードは伝説として脚色された形で本作の時代にまで伝わっている。
輝の大御神（かぐのおおみかみ）
いわゆるイザナギ。本作では、輝（かぐ）の一族の先祖であることが語られるのみ。
闇の女神（くらのめがみ）
いわゆるイザナミ。本作では、闇（くら）の一族の子孫である橘の一族と強い繋がりがあるほか、地母神としての性質が語られている。
大王の一族
いわゆる皇室。本作では、輝の一族である「風の若子」と、闇の一族である「水の乙女」を祖とする。輝の大御神の「破壊神としての資質」を強く受け継ぎ、戦いや自然破壊（造園など自然に手を加えることを含む）を好むとされる。
橘の一族
「死すべき宿命を持つ地上人」の中でも、闇の女神の資質を強く受け継ぐ「闇の一族」の子孫。その力は輝の一族の「破壊神としての力」と対になっており、破壊の力を鎮めるとされる。
大蛇の剣（おろちのつるぎ）
鏡の剣とも。闇の女神が火の神を産んだ火傷で死んだとき、夫である輝の大御神が火の神を斬った剣。火の神の呪いを受け、破壊と殺戮を望むとされる。
玉の御統（たまのみすまる）
力の勾玉を連ねた首飾り。元は闇の女神の持ち物で、勾玉も八つあったが、うち三つは古代に失われ、残る五つが各地の橘一族に受け継がれた。勾玉を四つ集めれば何者にも死を、五つ集めれば何者にも蘇りをもたらすと言われる。
勾玉は代々受け継がれており、主が持つと勾玉の色に応じた輝きを放つ。勾玉の力を発揮できるのは、その勾玉を受け継いできた血筋の者だけとされ、ある勾玉の血筋の者が別の勾玉を持っても輝かず力も発揮できない。ただし主同士の合意があれば、主としての力を譲り合うことも可能。勾玉が集まると自然を操る力を発揮できるようになり、勾玉の数に応じてその力も強まる。
最初の御統にあった八つの勾玉は、明（あか）、暗（くろ）、幽（あお）、顕（しろ）、生（き）、嬰（みどり）、輝（かぐ）、闇（くら）。うち輝の勾玉は輝の大御神の、闇の勾玉は闇の女神のものとなり、地上から失われた。また、幽（あお）の勾玉は『空色勾玉』に登場する「水の乙女の勾玉」そのものであり、作中の事件で失われている。
岩姫
闇の一族の老巫女・岩姫は死んでも生まれ変わり、代々の岩姫の記憶を持つとされる。
鳥の葬式
闇の一族に伝わる昔話の一つ。『空色勾玉』で、この話の元になったと思われる事件が起こる。

## 既刊一覧

### 福武書店版
- 荻原規子（著） 『白鳥異伝』 福武書店、1991年12月20日初版発行、ISBN 4-8288-4980-7

### 徳間書店版
- 荻原規子（著） 『白鳥異伝』 徳間書店、1996年7月31日初版発行、ISBN 4-19-860540-8
- 荻原規子（著） 『白鳥異伝』 徳間書店〈トクマ・ノベルズEdge〉、全2巻
  - 「上」2005年10月発行、ISBN 4-19-850683-3
  - 「下」2005年10月発行、ISBN 4-19-850684-1
- 荻原規子（著） 『白鳥異伝』 徳間書店〈徳間文庫〉、全2巻
  - 「上」2010年7月15日初版発行、ISBN 978-4-19-893184-1
    - 新装版：2024年12月15日初版発行、ISBN 978-4-19-894984-6

  - 「下」2010年7月15日初版発行、ISBN 978-4-19-893185-8
    - 新装版：2024年12月15日初版発行、ISBN 978-4-19-894985-3